# Crash Landing on You
Crash Landing on You (사랑의 불시착?, Sarang-ui bulsichakLR; lett. "L'atterraggio d'emergenza dell'amore") è una serie televisiva sudcoreana trasmessa su tvN dal 14 dicembre 2019 al 16 febbraio 2020. In lingua italiana è stata resa disponibile su Netflix.

## Trama
Yoon Se-ri è una ricca ereditiera che, mentre si esercita nel parapendio per testare un futuro prodotto della sua compagnia, oltrepassa a causa del forte vento il confine con la Corea del Nord. Non sapendo come ritornare in patria, incontra il giovane ufficiale Ri Jeong-hyuk, che si offre di aiutarla e di proteggerla; i due si innamorano, sebbene tra i loro Paesi sia presente una costante e reciproca tensione.

## Episodi
|                 |                      | Dati AGB            | Dati AGB                   |
| Numero episodio | Data di trasmissione | A livello nazionale | Area metropolitana di Seul |
| --------------- | -------------------- | ------------------- | -------------------------- |
| 1               | 14 dicembre 2019     | 6.074%              | 6.558%                     |
| 2               | 15 dicembre 2019     | 6.845%              | 7.841%                     |
| 3               | 21 dicembre 2019     | 7.414%              | 7.689%                     |
| 4               | 22 dicembre 2019     | 8.499%              | 9.409%                     |
| 5               | 28 dicembre 2019     | 8.730%              | 9.794%                     |
| 6               | 29 dicembre 2019     | 9.223%              | 9.535%                     |
| 7               | 11 gennaio 2020      | 9.394%              | 9.738%                     |
| 8               | 12 gennaio 2020      | 11.349%             | 12.031%                    |
| 9               | 18 gennaio 2020      | 11.516%             | 12.355%                    |
| 10              | 19 gennaio 2020      | 14.633%             | 15.903%                    |
| 11              | 01 febbraio 2020     | 14.238%             | 14.648%                    |
| 12              | 02 febbraio 2020     | 15.933%             | 16.413%                    |
| 13              | 08 febbraio 2020     | 14.097%             | 14.620%                    |
| 14              | 09 febbraio 2020     | 17.705%             | 18.612%                    |
| 15              | 15 febbraio 2020     | 17.066%             | 17.406%                    |
| 16              | 16 febbraio 2020     | 21.683%             | 23.249%                    |

## Accoglienza
Durante le prime puntate, Crash Landing on You è diventato il quarto k-drama di sempre per percentuale di share, fino a diventare il secondo più alto della storia della tv coreana via cavo. È stato molto apprezzato nel resto dell'Asia, in particolare in Indonesia, Malesia, Filippine e Thailandia. Molte celebrità di questi paesi hanno mostrato apprezzamenti verso la serie sui social e l'hashtag #CrashLandingOnYouFinale è diventato primo in tendenza mondiale su Twitter.
La rappresentazione della Corea del Nord nella serie ha ricevuto apprezzamenti "per il suo ritratto di vita quotidiana al Nord, arrivando fino agli accenti e alle parole". Ha ricevuto anche recensioni positive da disertori nordcoreani. Una delle comparse (che interpretava un paesano) è una scrittrice e attrice dalla Corea del Nord e ha dichiarato che si è sentita "come se fosse veramente di nuovo in un villaggio nordcoreano". Yun Suk-jin, un professore alla Università nazionale di Chungnam, ha notato anche che la serie "ha cambiato gli stereotipi sulla Corea del Nord e ha mostrato candidamente che è anche un posto dove le persone vivono".
Il successo del drama ha aiutato nelle vendite dei prodotti sponsorizzati in esso. I due protagonisti, Hyun Bin e Son Ye-jin, sono ritratti mentre mangiano da Olive Chicken, i cui prodotti di punta hanno incrementato le vendite del 100%. Un altro incremento si è verificato nelle vendite degli orecchini Swarovski indossati da Son Ye-jin.

### Controversie
Il Partito Cristiano Liberale (CLP), ha inoltrato una protesta contro tvN alla Polizia metropolitana di Seul, accusando il canale di romanticizzare la Corea del Nord attraverso questa serie, violando la Legge di sicurezza nazionale.